# Lissopimpla scutata
Lissopimpla scutata är en stekelart som beskrevs av Krieger 1899. Lissopimpla scutata ingår i släktet Lissopimpla och familjen brokparasitsteklar. Inga underarter finns listade i Catalogue of Life.